# Compressor
Compressor portátil de estágio único.
O compressor é um equipamento industrial concebido para aumentar a pressão de um fluido em estado gasoso (ar, vapor de água, hidrogênio, etc.. Normalmente, conforme a equação de Clapeyron, a compressão de um gás também provoca o aumento de sua temperatura.

## Tipos
Os compressores podem ser classificados em 2 tipos principais, conforme seu princípio de operação:
- Compressores de deslocamento positivo (ou Estáticos): Estes são subdivididos ainda em Alternativos ou Rotativos.

Nos compressores alternativos a compressão do gás é feita em uma câmara de volume variável por um pistão, ligado a um mecanismo biela-manivela similar ao de um motor alternativo. Quando o pistão no movimento ascendente comprime o gás a um valor determinado, uma válvula se abre deixando o gás escapar, praticamente com pressão constante. Ao final do movimento de ascensão, a válvula de exaustão se fecha, e a de admissão se abre, preenchendo a câmara a medida que o pistão se move.
Nos compressores rotativos, um rotor é montado dentro de uma  carcaça com uma excentricidade (desnivelamento entre o centro do eixo do rotor e da carcaça). No rotor são montadas palhetas móveis, de modo que a rotação faz as palhetas se moverem para dentro e para fora de suas ranhuras. O gás contido entre duas palhetas sucessivas é comprimido a medida o volume entre elas diminui devido à rotação e à excentricidade do rotor. Tais compressores também são aplicados em refrigeração (ver: Motor Schukey).

Animação de um compressor axial

- Compressores de Dinâmicos:Estes são subdivididos ainda em centrífugos ou axiais.

O motor rotativo de combustão interna Quasiturbine pode ser configurado para trabalhar como bomba/compressor.

Os compressores dinâmicos ou turbocompressores possuem dois componentes principais: impelidor e difusor. O impelidor é um componente rotativo munido de pás que transfere ao gás a energia recebida de um acionador. Essa transferência de energia se faz em parte na forma cinética e em outra parte na forma de entalpia. Posteriormente, o escoamento estabelecido no impelidor é recebido por um componente fixo denominado difusor, cuja função é promover a transformação da energia cinética do gás em entalpia, com consequente ganho de pressão. Os compressores dinâmicos efetuam o processo de compressão de maneira contínua, e portanto correspondem exatamente ao que se denomina, em termodinâmica, um volume de controle.
Os compressores atualmente são utilizados em diversas aplicações. A mais simples é a compressão de ar, seja para acionamento e controle de válvulas, alimentação de motores ou turbinas a gás, até aplicações mais complexas, como o transporte de gás natural, injeção de CO2 em reservatórios subterrâneos, ou compressão de hidrocarbonetos em ciclos de refrigeração.
Quando são aplicados na alimentação forçada de motores, os supercompressores ou turbocompressores são chamados de sistemas de indução forçada. Eles comprimem o ar que flui para o motor. A principal diferença entre um turbocompressor e um compressor é a fonte de energia. Em um compressor, há uma correia que o conecta diretamente ao motor. Ele obtém sua energia da mesma forma como o alternador do carro por exemplo. Um turbocompressor e acionado por uma turbina, que retira energia dos gases de escape do motor e montada no mesmo eixo que o compressor.

## Compressores rotativos
Nos compressores rotativos, os gases são comprimidos por elementos giratórios. Outras das particularidades destes tipos de compressores são por exemplo as menores perdas mecânicas por atrito, pois dispensam um maior número de peças móveis, a menor contaminação de ar com óleo lubrificante, a ausência de reações variáveis sobre as fundações que provocam vibrações, o fato de a compressão ser feita de um modo continuo e não intermitente, como sucede nos alternativos e a ausência de válvulas de admissão e de descarga que diminui as perdas melhorando o rendimento volumétrico.
Outro aspecto muito importante, para os diferentes tipos, prende-se com a economia de energia, com os rendimentos volumétrico, associados a fugas, e mecânico, associado a movimentos relativos entre as peças que constituem a máquina, e com a manutenção dos mesmos.

### Compressores de parafusos

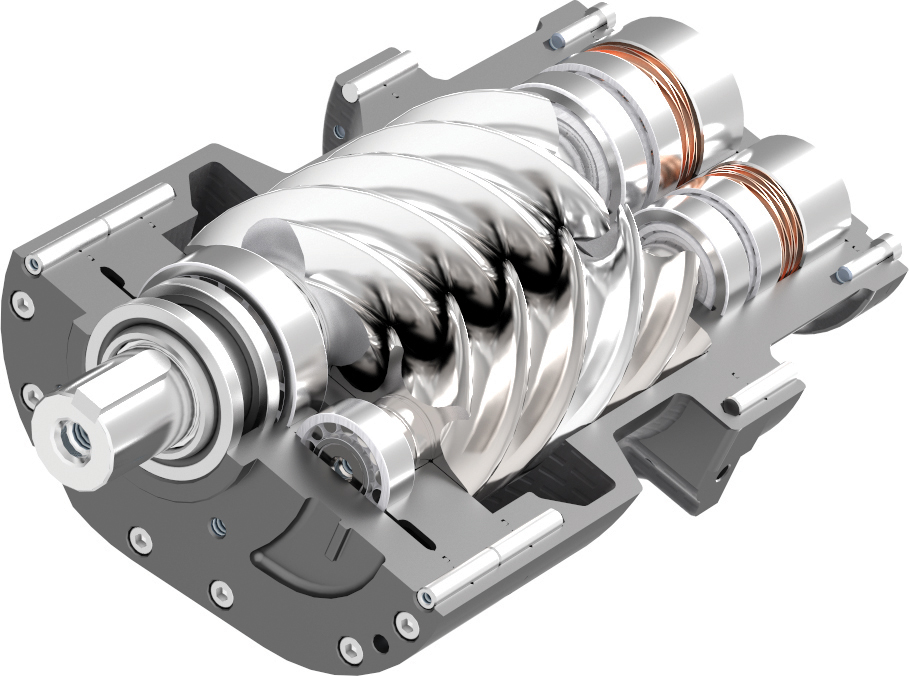
Compressor de parafusos

Esse tipo de compressor possui dois rotores em forma de parafusos que giram em sentido contrario, mantendo entre si uma condição de engrenamento.
A conexão do compressor com o sistema se faz através das aberturas de sucção e descarga, diametralmente opostas: O gás penetra pela abertura de sucção e ocupa os intervalos entre os filetes dos rotores. A partir do momento em que há o engrenamento de um determinado filete, o gás nele contido fica encerrado entre o rotor e as paredes da carcaça. A rotação faz então com que o ponto de engrenamento vá se deslocando para a frente, reduzindo o espaço disponível para o gás e provocando a sua compressão. Finalmente, é alcançada a abertura de descarga, e o gás é liberado.
De acordo com o tipo de acesso ao seu interior, os compressores podem ser classificados em herméticos, semi-herméticos ou abertos.
A categoria dos compressores de parafuso pode também ser sub-dividida em compressores de parafuso duplo e simples.
Os compressores de parafuso podem também ser classificados de acordo com o número de estágios de compressão, com um ou dois estágios de compressão (sistemas compound)

### Compressores de parafusos de baixa pressão
O principio de funcionamento é o mesmo do compressor de parafuso, eles trabalham com pressões iguais ao soprador lóbulo, a única diferença que os rotores têm uma cobertura especial de teflon para garantir menores folgas e ausência de contato do óleo com o ar, esses tipos de sopradores são isentos de óleo e com eficiência superior ao lóbulo (Roots), em pressões mais altas sua vida útil é superior.

### Compressores de parafusos simples
O compressor de parafuso simples, consiste num elemento cilíndrico com ranhuras helicoidais, acompanhado por duas rodas planas dispostas lateralmente e girando em sentidos opostos. O parafuso gira com uma certa folga dentro de uma carcaça composta de uma cavidade cilíndrica. Esta contém duas cavidades laterais onde se alojam as rodas planetárias.
O parafuso é acionado pelo motor, e está encarregado de acionar as duas rodas. O processo de compressão ocorre tanto na parte superior como na inferior do compressor. Com isto consegue-se aliviar a carga radial sobre os mancais, de modo a que a única carga que atua sobre os mesmos, além daquela resultante do próprio peso, é atuante sobre os eixos das rodas planetárias, resultante da pressão do gás nos dentes das mesmas durante o engrenamento.

### Compressores de parafuso duplo
As secções transversais deste tipo de compressores podem apresentar configurações distintas. No entanto, em ambos os casos, o rotor macho apresenta quatro lóbulos, enquanto que o rotor fêmea, apresenta seis reentrâncias (ou gargantas). Normalmente, o veio do motor atua sobre o rotor macho, que por sua vez aciona o rotor fêmea.
Um compressor parafuso duplo pode ser descrito como uma máquina de deslocamento positivo com dispositivo de redução de volume. O gás é comprimido simplesmente pela rotação dos rotores acoplados. Este gás percorre o espaço entre os lóbulos enquanto é transferido axialmente da sucção para a descarga.
Sucção
Quando os rotores giram, os espaços entre os lóbulos abrem-se e aumentam de volume. O gás então é succionado através da entrada e preenche o espaço entre os lóbulos. Quando os espaços entre os lóbulos alcançam o volume máximo, a entrada é fechada.
O gás admitido na sucção fica armazenado em duas cavidades helicoidais formadas pelos lóbulos e a câmara onde os rotores giram.

#### Compressão
Os lóbulos do rotor macho começarão a encaixar-se nas ranhuras do rotor fêmea no fim da sucção, localizada na traseira do compressor. Os gases provenientes de cada rotor são unidos numa cunha em forma de "V", com a ponta desse "V" situada na intersecção dos fios, no fim da sucção.
Posteriormente, em função da rotação do compressor, inicia-se a redução do volume no "V", ocorrendo a compressão do gás.

#### Descarga
No compressor de parafuso não existem válvulas para determinar quando a compressão termina. A localização da câmara de descarga é que determina quando isto acontece.
São utilizadas duas aberturas: uma para descarga radial na saída final da válvula de deslizamento e uma para descarga axial na parede de final de descarga. O posicionamento da descarga é muito importante pois controla a compressão , uma vez que determina a razão entre os volumes internos.
O processo de descarga é finalizado quando espaço antes ocupado pelo gás é tomado pelo lóbulo do rotor macho.
Este sistema de descarga confere a este tipo de compressores uma vantagem adicional perante os compressores alternativos: a capacidade de operarem com razões de compressão mais altas. Essa vantagem, deve-se ao fato de no final da descarga dos compressores de parafuso, todo o gás se ter expandido, isto é nenhum gás permanece dentro da câmara como acontece nos compressores alternativos.

### Compressores compound
Enquanto que a maioria dos compressores efetua a compressão num único estágio, estes usam dois pares de rotores. A compressão é repartida entre esses dois estágios, existindo entre cada um deles um processo de arrefecimento do gás que está a ser comprimido. Com isto, para além da eficiência energética ser superior, a temperatura do gás de descarga é inferior àquela que seria obtida caso o compressor efetuasse a compressão num único estágio.
Nos compressores de parafuso arrefecidos a óleo, o óleo e o respectivo sistema de arrefecimento, são normalmente suficientes para garantir que a temperatura dos gases de escape não são demasiado elevadas. Estas poderiam por em causa quer a sua lubrificação, quer a sua vida útil do equipamento. No entanto, quando a aplicação em causa exigir a utilização de compressões isentas de óleo, os compressores de parafuso compound são uma boa solução. Nestes, mesmo que não se use o óleo, a existência de um sistema de arrefecimento a ar ou a água entre os dois estágios de compressão, é o suficiente para garantir temperaturas do gás de descarga que não sejam demasiado elevadas.

### Compressores herméticos, semi-herméticos e abertos
Nos compressores herméticos, aplicados apenas para pequenas potências, o motor e o compressor encontram-se acoplados e ambos encerrados por invólucro metálico selado.
Nos semi-herméticos, compressores mais modernos que os anteriores, apesar de o motor e o compressor se encontrarem acoplados e envolvidos por um invólucro metálico, este pode ser desparafusado com vista a uma manutenção local.
Os compressores abertos são aqueles em que o acesso ao seu interior é facilitado. Podem ser abertos e reparados no próprio local de funcionamento. O motor encontra-se separados do compressor, sendo a transmissão efetuada normalmente através de correias.

## Compressores Dinâmicos
Os compressores dinâmicos radias, no qual o escoamento de gás de saída é perpendicular ao eixo, são chamados compressores centrífugos. Há modelos de compressores em que o escoamento do gás é paralelo ao eixo, chamados compressores axiais.
A diferença construtiva e de aplicação entre os dois tipos e bastante perceptível. Os compressores centrífugos são adequados a gases venenosos, inflamáveis, em que se precisa comprimir uma grande quantidade de gas a uma alta pressão.
Os compressores axiais são adequados a gases menos perigosos, em grandes vazões e cuja pressão de descarga não é tão alta (até 30 bar), embora seja possível obter taxas de compressão duas vezes superiores a dos compressores centrífugos, em uma mesma carcaça.

## Instalação e manutenção
No projeto de um compressor de parafuso devem-se ter certos cuidados de modo a facilitar a sua instalação e manutenção:
- Os painéis e as tampas devem ser de fácil remoção com fechos de abertura rápida;
- Purgador exterior de modo a permitir uma rápida mudança do óleo;
- Filtro de aspiração de fácil acesso;
- Uma secção reduzida do aparelho não requer muito espaço, permitindo a instalação mesmo em áreas limitadas;
- Acesso simplificado para a limpeza do refrigerador;
- Os elementos da assistência de rotina devem ser agrupados na mesma área, reduzindo o tempo de paragem e os custos;
- Intervalo de manutenção normalizado e reduzidos;
- Níveis de ruído baixos;
- Os compressores devem ser concebidos, sempre que possível, para passar através de portas normais.

Os compressores de parafuso, por apresentarem poucas peças móveis e não apresentarem válvulas de entrada e saída e operarem com temperaturas internas relativamente baixas, não exigem muita manutenção. Praticamente isentos de vibrações, esses equipamentos têm uma longa vida útil.
Para instalá-los, recomenda-se assentá-los em locais distantes de paredes e teto e em pisos bem nivelados.
Para alguns tipos de manutenção, sendo elas rotineiras ou não, é indispensável o acionamento de um técnico, ou empresa especializada na área.
O mercado brasileiro de compressores é extremamente restrito, basicamente se resume aos fabricantes, e as empresas pertencentes ao "mercado paralelo". Dentre as empresas fabricantes, as principais são: Atlas Copco, Chicago Pneumatic, Ingersoll Rand, Mycom, Sabroe, Sullair e Wayne[carece de fontes?].
Existem as empresas que ocupam uma pequena parte desse mercado, o qual é dominado por essas grandes multinacionais. Apesar de não serem muito conhecidas, possuem grandes vantagens, dentre elas preços mais acessíveis (fator extremamente importante no mercado brasileiro), melhor relação com cliente, e mais flexibilidade (devido à menor burocracia). Esses fatores fazem com que as "opções paralelas" aos poucos tomem um espaço um pouco maior no mercado.

### Compressores de palheta

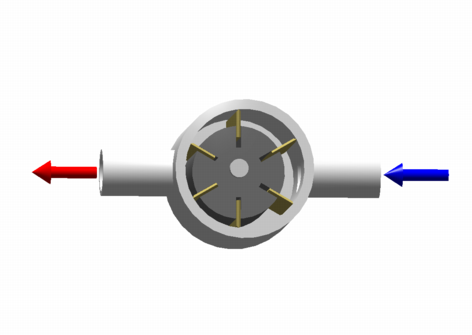
Compressor de palhetas.

O compressor de palhetas possui um rotor ou tambor central que gira excentricamente em relação à carcaça. Esse tambor possui rasgos radiais que se prolongam por todo o seu comprimento e nos quais são inseridas palhetas retangulares. Quando o tambor gira, as palhetas deslocam-se radialmente sob a ação da força centrífuga e se mantêm em contato com a carcaça. O gás penetra pela abertura de sucção e ocupa os espaços definidos entre as palhetas. Devido à excentricidade do rotor e às posições das aberturas de sucção e descarga, os espaços constituídos entre as palhetas vão se reduzindo de modo a provocar a compressão progressiva do gás. A variação do volume contido entre duas palhetas vizinhas, desde o fim da admissão até o início da descarga, define, em função da natureza do gás e das trocas térmicas, uma relação de compressão interna fixa para a máquina. Assim, a pressão do gás no momento em que é aberta a comunicação com a descarga poderá ser diferente da pressão reinante nessa região. O equilíbrio é, no entanto, quase instantaneamente atingido e o gás descarregado.
Compressores de palhetas rotativas são  caracterizados pela versatilidade, potência, confiabilidade e relação preço-qualidade. Podem ser encontrados nos comboios, nas obras, destilarias, fábricas de bebidas, instalações de empacotamento e nas grandes e pequenas unidades industriais .

### Compressores de lóbulos

Compressor de lóbulos

Esse tipo de compressor possui dois rotores em que giram em sentido contrário, mantendo uma folga muito pequena no ponto de tangência entre si e com relação à carcaça. O gás penetra pela abertura de sucção e ocupa a câmara de compressão, sendo conduzido até  a abertura de descarga pelos rotores,.
Os compressores de lóbulos, embora classificados volumétricos, não possuem compressão interna, porque os rotores apenas deslocam o fluido de uma região de baixa pressão para uma de alta pressão. São conhecidos como sopradores (en. blowers) ROOTS e constituem um exemplo típico do que se pode chamar de soprador, porque gera aumentos de pressão muito pequenos.
São amplamente utilizados na sobre alimentação de motores e como sopradores de gases de pressão moderada.
Os Compressores tipo roots, são compressores de baixa pressão, que são muito utilizados em transportes pneumáticos e na sobrealimentação dos motores Diesel. Estes compressores apresentam um rendimento volumétrico muito baixo, mas em compensação o rendimento mecânico é elevado. No entanto a principal vantagem destes compressores é a sua grande robustez, o que permite que rodem anos sem qualquer revisão.

## Características dos compressores rotativos

### Vantagens
- O movimento é de rotação;
- A velocidade de rotação é alta, o que permite acoplamento direto e dimensões reduzidas;
- A fundação pode ser pequena;
- O rendimento volumétrico é alto e independente da relação de pressão do compressor;
- A ausência de válvulas, a não ser a da retenção de carga;
- O arrefecimento pode ser feito durante a compressão por meio de óleo;
- O funcionamento é silencioso

## Desvantagens
- A lubrificação tem que ser eficiente;
- A contaminação do gás com óleo lubrificante, o que exige um separador de óleo na instalação;
- Desgaste apreciável por atrito entre os rotores e a carcaça;
- Fugas internas de gás.

Assim como a equação de Clapeyron , determina que a compressão de um gás resulta no aumento de sua temperatura, o primeiro e o segundo princípio da termodinâmica igualmente não aceitam que exista trabalho sem energia, nesse sentido "para melhorar a performance dos sistemas compressão" tanto do compressor hermético como a temperatura do próprio gás comprimido (agente refrigerador) precisam passar por um processo de resfriamento diminuindo o volume sem alterar a composição, esse processo de resfriamento que muitas vezes é feito erroneamente levando o sistema ao meio  "além da perda de energia dissipada na atmosfera" resulta em poluição atmosférica e para capturar essa energia uma solução são os sistemas integrados de condensação que funcionam afixados na carcaça dos compressores herméticos.